# Bolotridon frerensis
Bolotridon frerensis és una espècie extinta de cinodont basal que visqué durant el Triàsic. Es tracta de l'única espècie del gènere Bolotridon. Se n'han trobat restes fòssils a Sud-àfrica. El gènere fou descrit per primera vegada a finals del segle xix amb el nom de Trilobodon, però com que aquest nom ja estava ocupat per un peix cipriniforme, el 1977 fou reanomenat a Bolotridon, un anagrama del seu nom original.